# ناحية مركز محردة
ناحية مركز محردة إحدى نواحي سوريا تتبع إداريّاً لمحافظة حماة منطقة محردة ومركزها بلدة محردة، بلغ تعداد سكان الناحية 80,165 نسمة حسب التعداد السكاني لعام 2004.

## مدن وبلدات وقرى ناحية مركز محردة
المقيبر، أبو عبيدة، أبو ربيص، حلفايا، الهوات، الجديدة، كفر هود، خربة سوبين، دامس (خنيزير)، معرزاف، المجدل، محردة، الشير، شيزر، الصفصافية، تل ملح، تل سكين، تريمسة، زلاقيات، زور القعادة، العريض.